# Jean-Pierre Thiollet

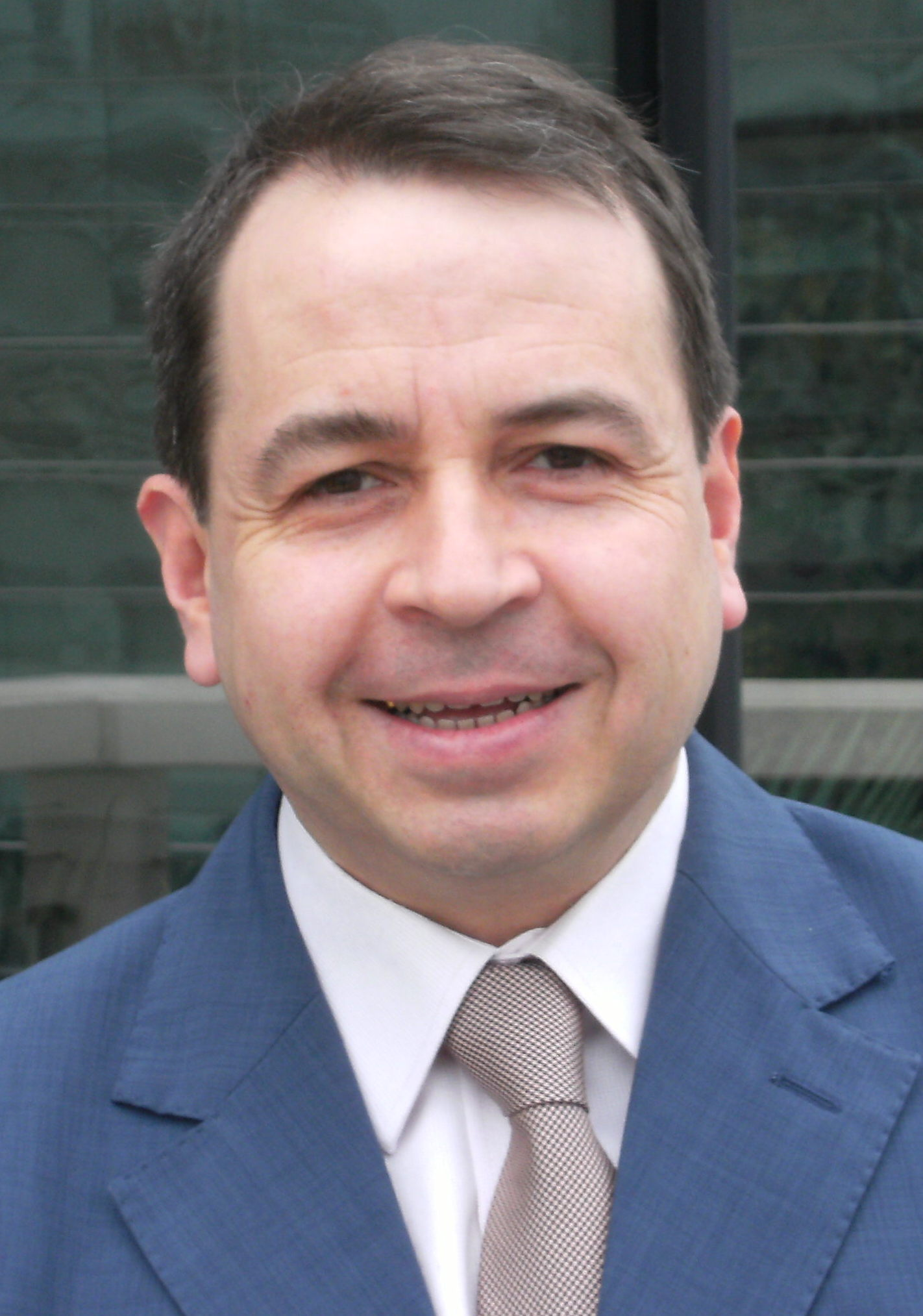
Jean-Pierre Thiollet, 2008

Jean-Pierre Thiollet (* 9. Dezember 1956 in Poitiers) ist ein französischer Journalist und Schriftsteller.
Thiollet war 2005 Gastschriftsteller auf der Buchmesse in Beirut, mit Alain Decaux, Frédéric Beigbeder und Richard Millet.
2017 ergriff er die Initiative, um den Circle InterHallier zu gründen, der Jean-Edern Hallier gewidmet ist.

## Werke
- Hallier, chagrins d'amour (2024)
- Hallier tout feu tout flamme (2023)
- Hallier en roue libre (2022)
- Hallier, L’Edernel retour (2021)
- Hallier, L’Homme debout (2020)
- Hallier Edernellement vôtre (2019)
- Hallier ou l’Edernité en marche (2018)
- Improvisation so piano (2017)
- Hallier, l’Edernel jeune homme (2016)
- 88 notes pour piano solo (2015)
- Piano ma non solo (2012)
- Bodream ou rêve de Bodrum (2010)
- Carré d’Art: Barbey d’Aurevilly, Lord Byron, Salvador Dalí, Jean-Edern Hallier (2008)
- Jules Barbey d’Aurevilly (2006)
- Le Droit au bonheur (2006)
- Je m’appelle Byblos (2005)
- Sax, Mule & Co (2004)
- Demain 2021 – Jean-Claude Martinez (Gespräche) (2004)
- Le Chevallier à découvert (1998)
- La Pensée unique: le vrai procès, Co-Autoren Jean Foyer, Michel Godet und Françoise Thom (1998)
- Euro-CV (1997)
- Utrillo. Sa vie, son oeuvre (Mitautor, 1982)
- Vorrede für Willy, Colette et moi (Sylvain Bonmariage, 2002)